# زرشک گاگنپین
زرشک گاگنپین (نام علمی: Berberis gagnepainii) نام یک گونه از سرده زرشک است.